# Vikidia
Vikidia е онлайн енциклопедия, насочена към младежи на възраст от 8 до 13 години. Тя е отворена за участие на хора от всички възрасти. Стартира на 14 ноември 2006 г., неин основател е Матиас Дамур.
Енциклопедията разполага с версии на 17 езика, включително френски, испански, италиански, руски, английски, каталонски, баски, сицилиански, немски, арменски, гръцки, португалски и арабски.

## История
Домейнът на сайта е регистриран на 16 ноември 2006 г. от потребителят в Уикипедия – Матиас Дамур, който допринася значително за началото на прекратения проект „Младежка Уикипедия“. В този период сайтът има две пространства: www.vikidia.org (многоезична начална страница) и fr.vikidia.org (френскоезичен портал). Първата статия се създава на следващия ден.
На 9 април 2011 г. е създадена асоциация Vikidia (със закон за асоциациите от 1901 г.), която става собственик на Vikidia.
През 2008 г. се създават различни езикови версии: испански (от май 2008 г.), италиански (от април 2012 г.), руски (от ноември 2012 г.), английски (от декември 2013 г.), сицилиански и баски (от юни 2015 г.), каталонски (от юни 2016 г.), немски (от август 2017 г.), арменски (от октомври 2017 г.), гръцки (от май 2018 г.), португалски (от февруари 2021 г.) и окситански (от декември 2021 г.).